# Khlong Toei
Khlong Toei ou Klong Toey (thai: คลองเตย, API : [kʰlɔ̄ːŋ tɤ̄ːj]) est l’un des 50 khets de Bangkok, Thaïlande.
Dans ce khet se trouve le port de Bangkok et, à proximité, le vaste bidonville de Khlong Toei,. où vivent près de 120 000 personnes, dans environ 20 000 habitations de fortune.

Plan du quartier de Klong Toei

## Histoire
Dans les années 1950, et dans les années 80, l'activité du port de Bangkok se développe fortement et a un important besoin de main-d’œuvre.
C'est à cette époque que tout le bidonville de Khlong Toei est bâti sans permis de construire sur des terrains inoccupés à proximité appartenant au Port Autority of Thailand (PAT) par des ruraux fuyant la misère des campagnes dans l'espoir de trouver un travail et une vie meilleure dans la riche capitale Bangkok. La plupart des habitants du bidonville sont originaires du centre de la Thaïlande et de l'Isan (Nord-est de la Thaïlande). Le bidonville souffre de misère et de promiscuité, est gangrené par la violence, les trafics de drogues, la prostitution...

Il y a en moyenne un grave incendie par an dans ce ghetto qui détruit des dizaines voire des centaines de maisons ; le PAT saisit souvent cette occasion pour expulser des familles entières devenues sans abri et tente de récupérer une partie de sa propriété occupée. Un des incendies de Klong Toey les plus dramatiques a eu lieu le 2 mars 1991 : du phosphore, sans doute présent depuis plusieurs jours, prend feu sur le quai du port de Bangkok, provoquant une énorme réaction en chaîne et une gigantesque explosion, tuant sur le coup 4 personnes ; un nuage de fumée noire toxique envahit le bidon-ville et provoque la mort de 34 personnes ; et un incendie sans précédent se propage et embrase le bidon-ville de Klong Toei pendant 3 jours, détruisant 642 maisons et mettant 5 417 familles sans abri.

## Points d'intérêt
- Port de Bangkok
- Nana Plaza
- Mitr Phol
- Parc Benjakitti...

## Galerie

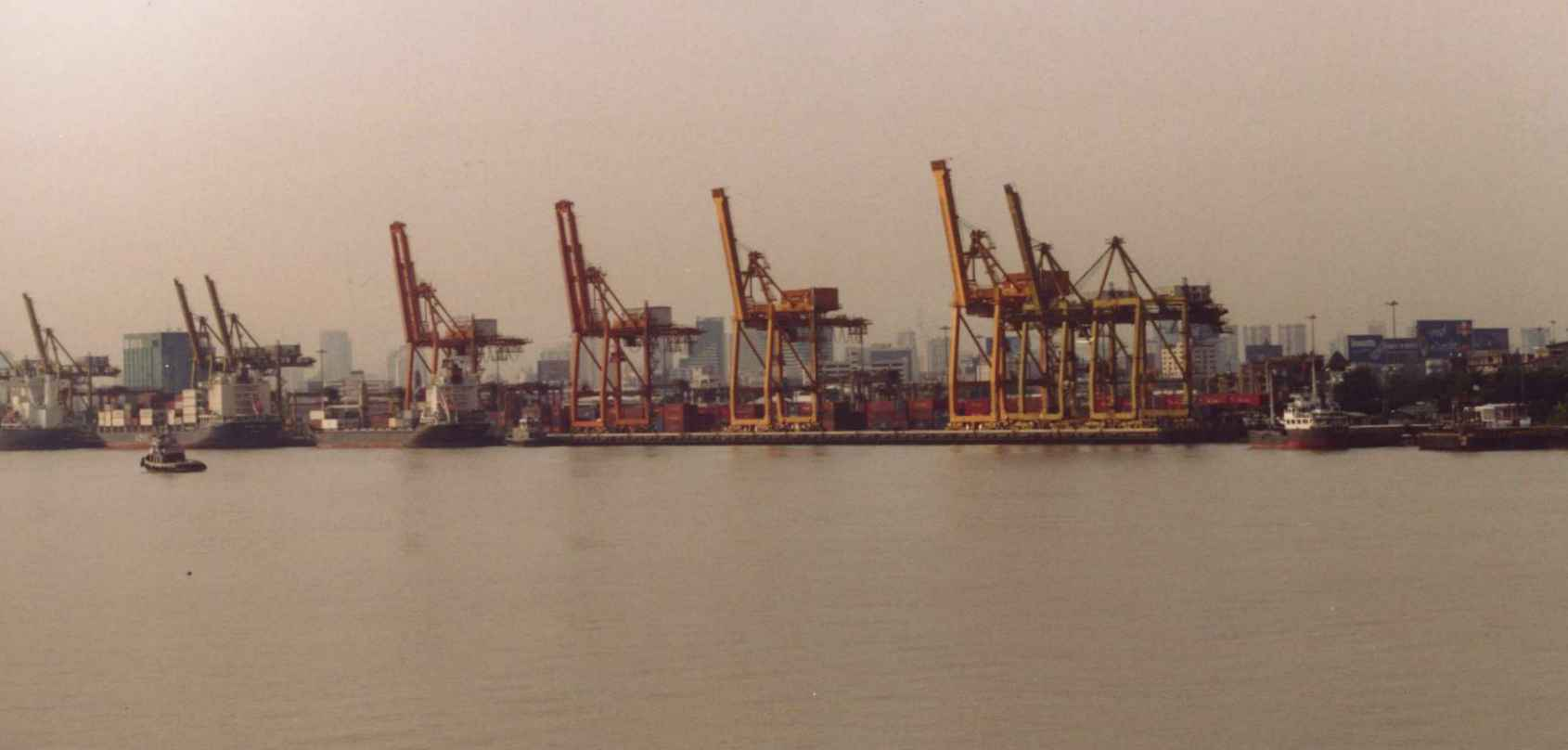
Le port de Bangkok (en) en 2003
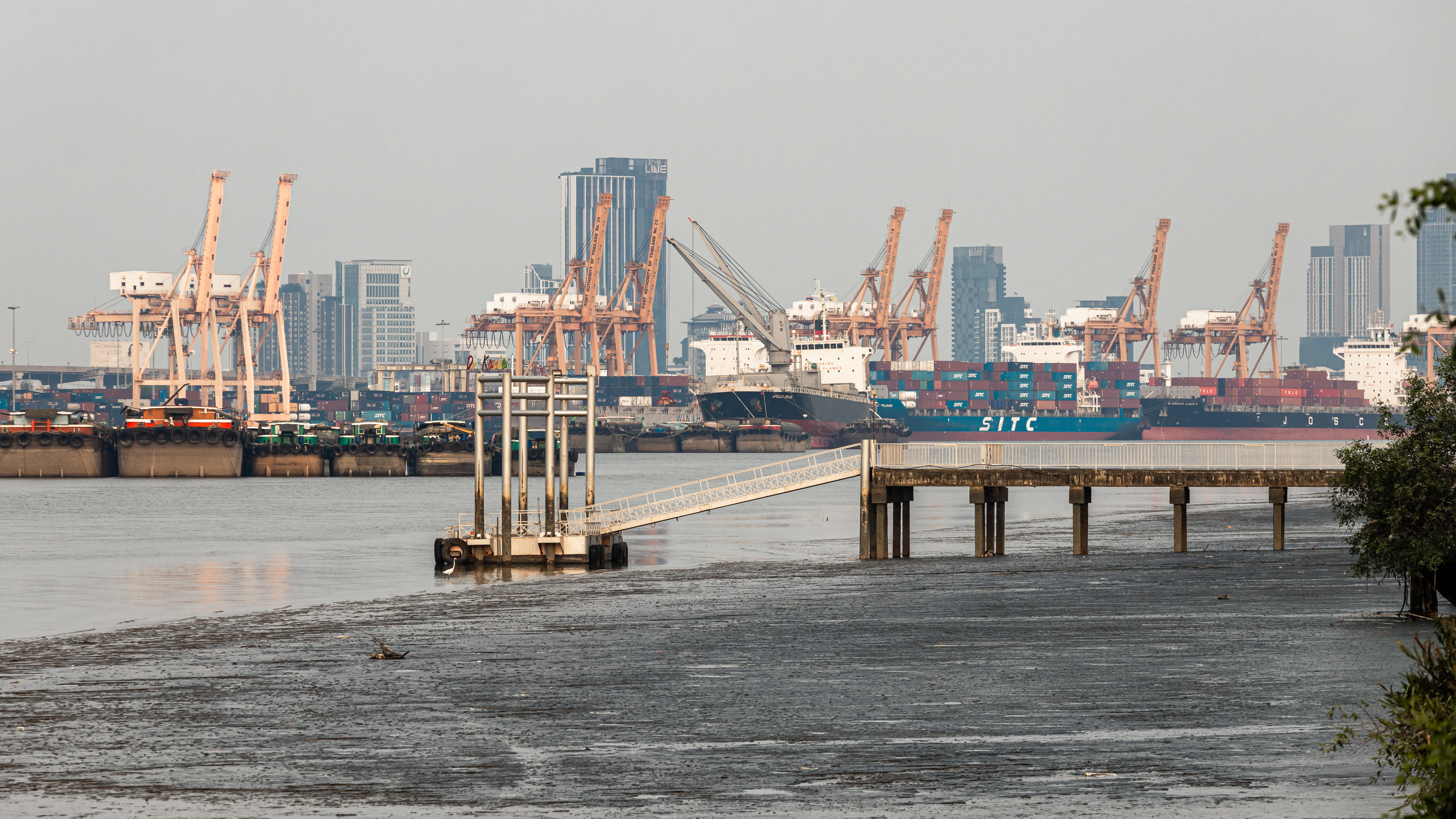
Port de Khlong Toei en 2023
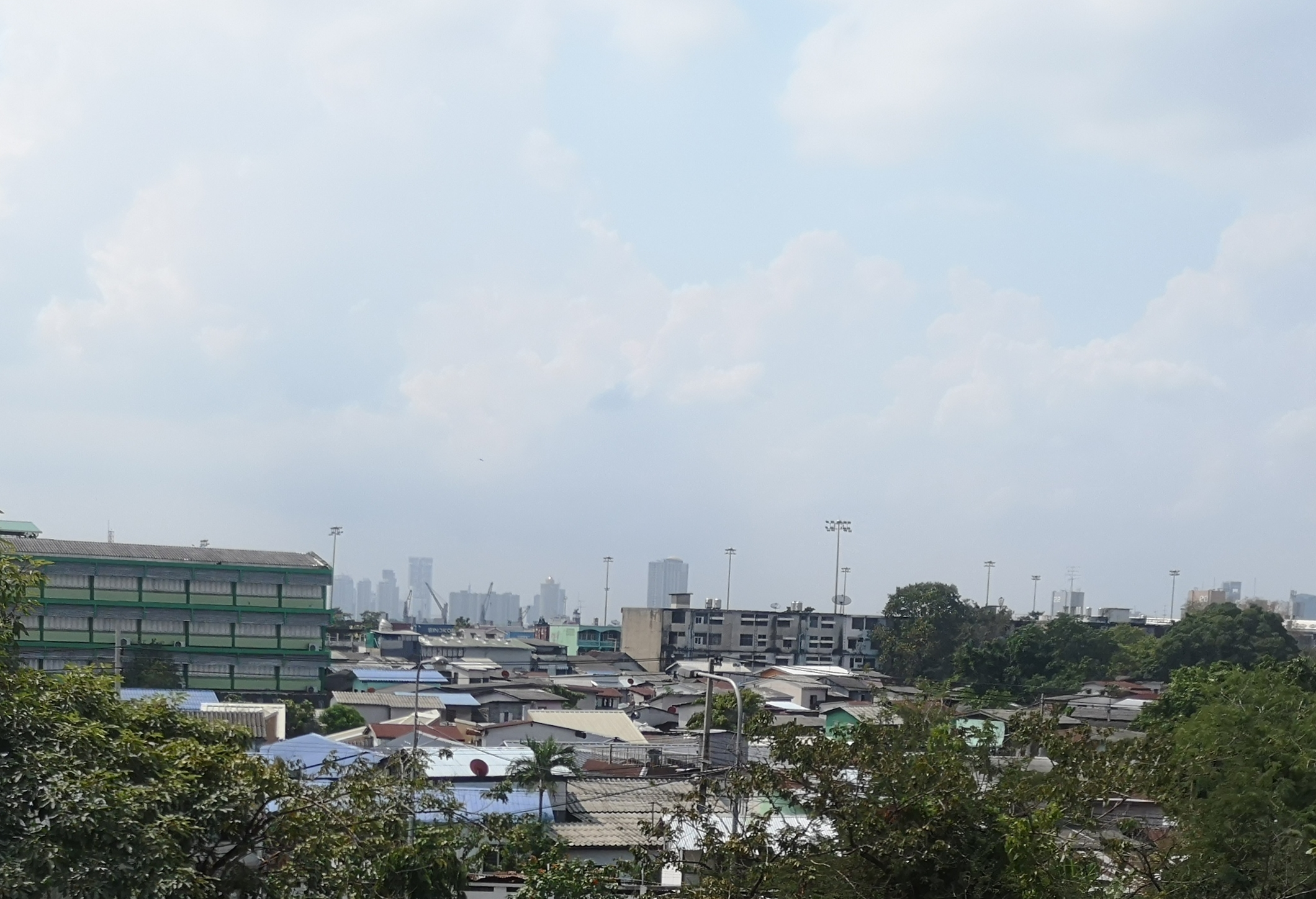
Bidonville de Khlong Toei
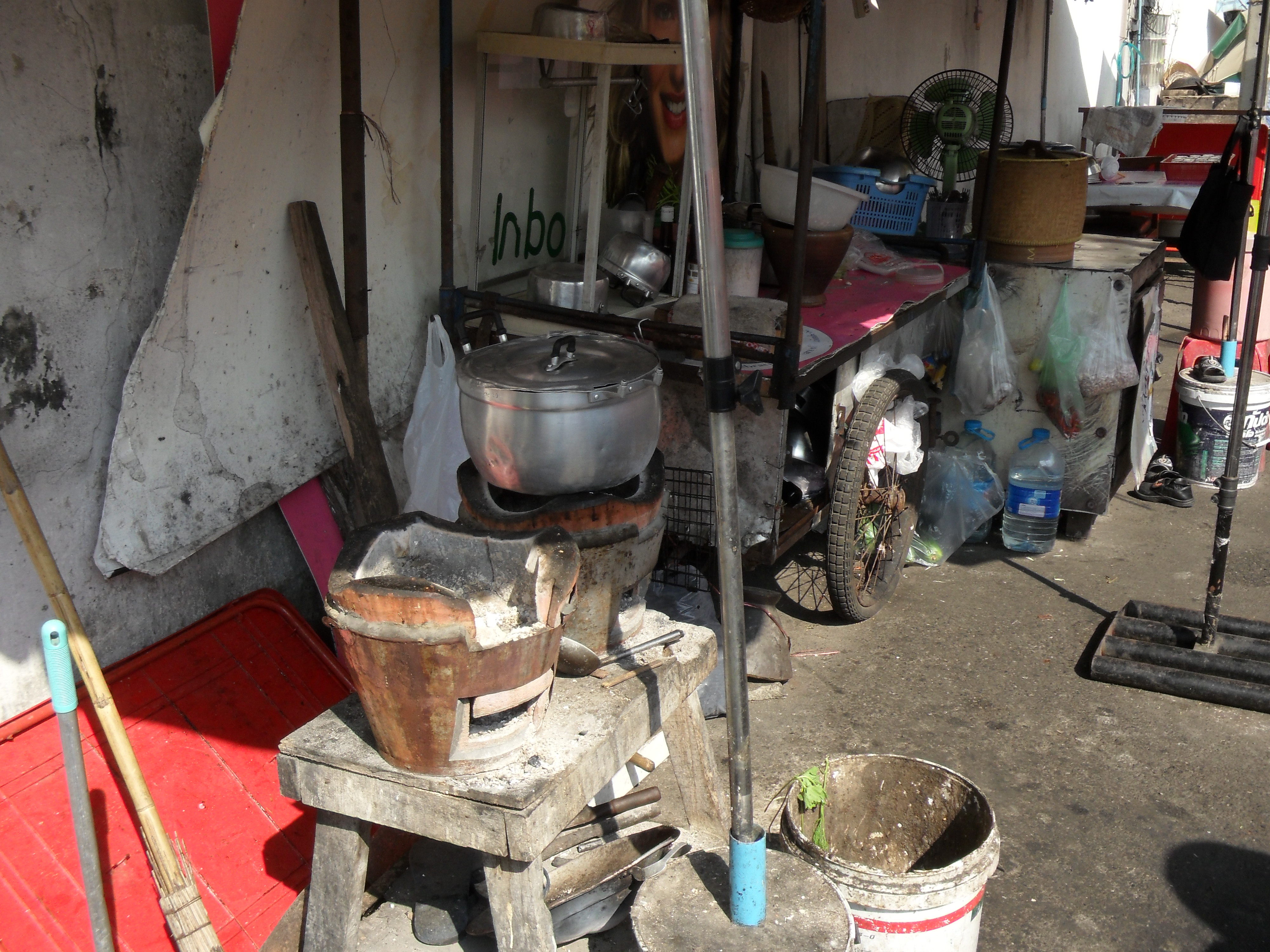
Pauvreté dans la rue
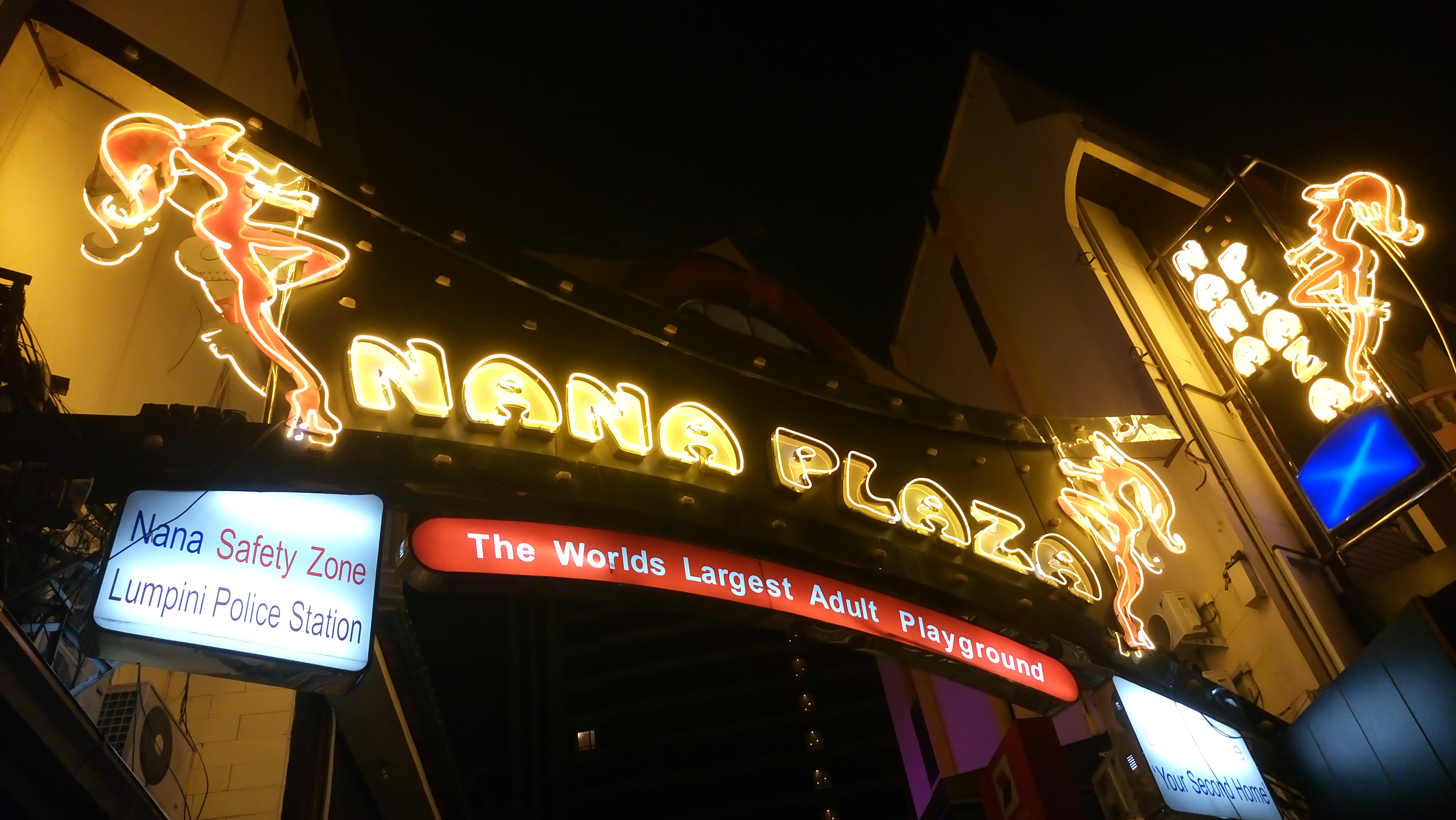
Le Nana Plaza
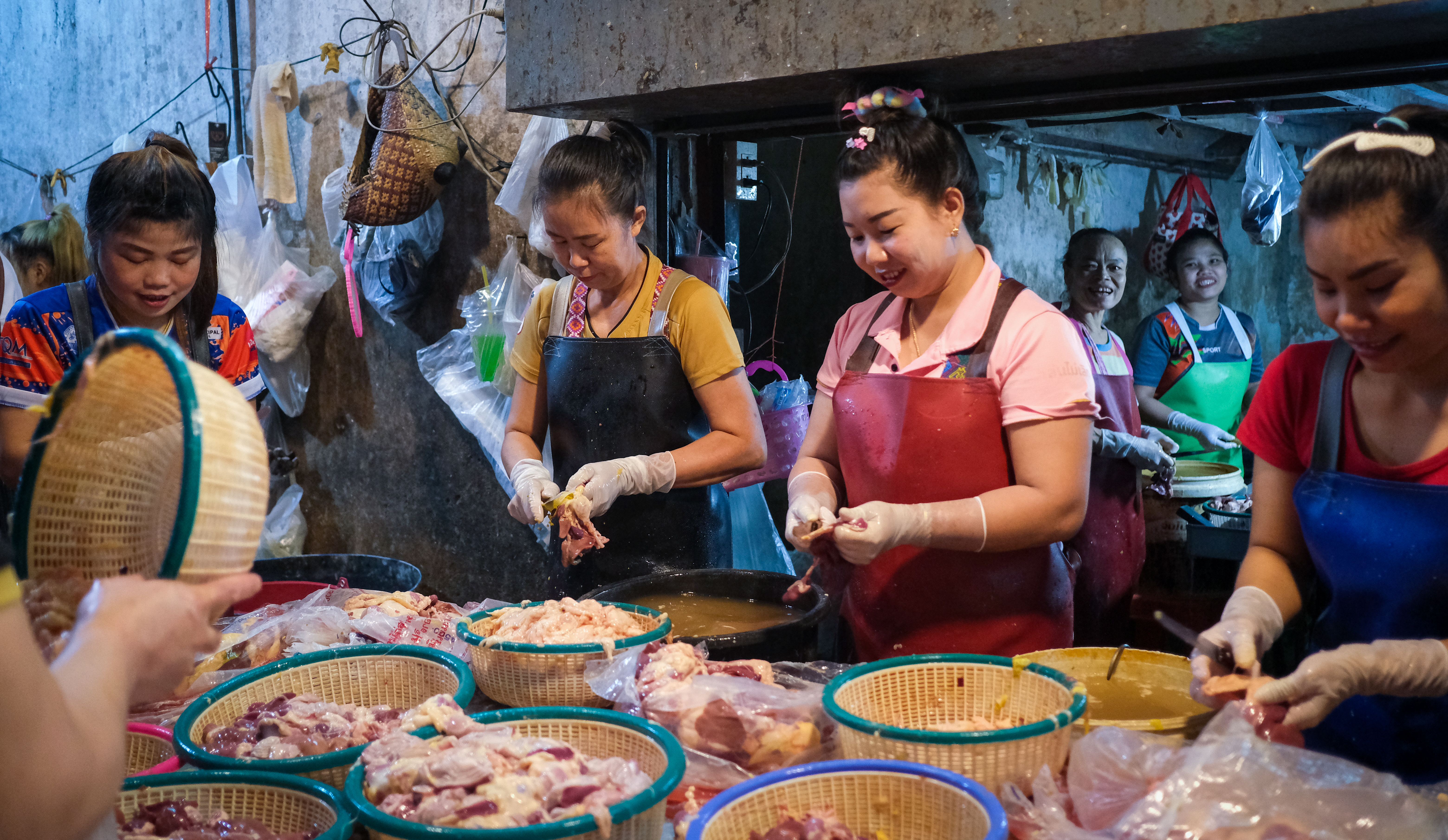
Travailleuses au marché de Khlong Toei
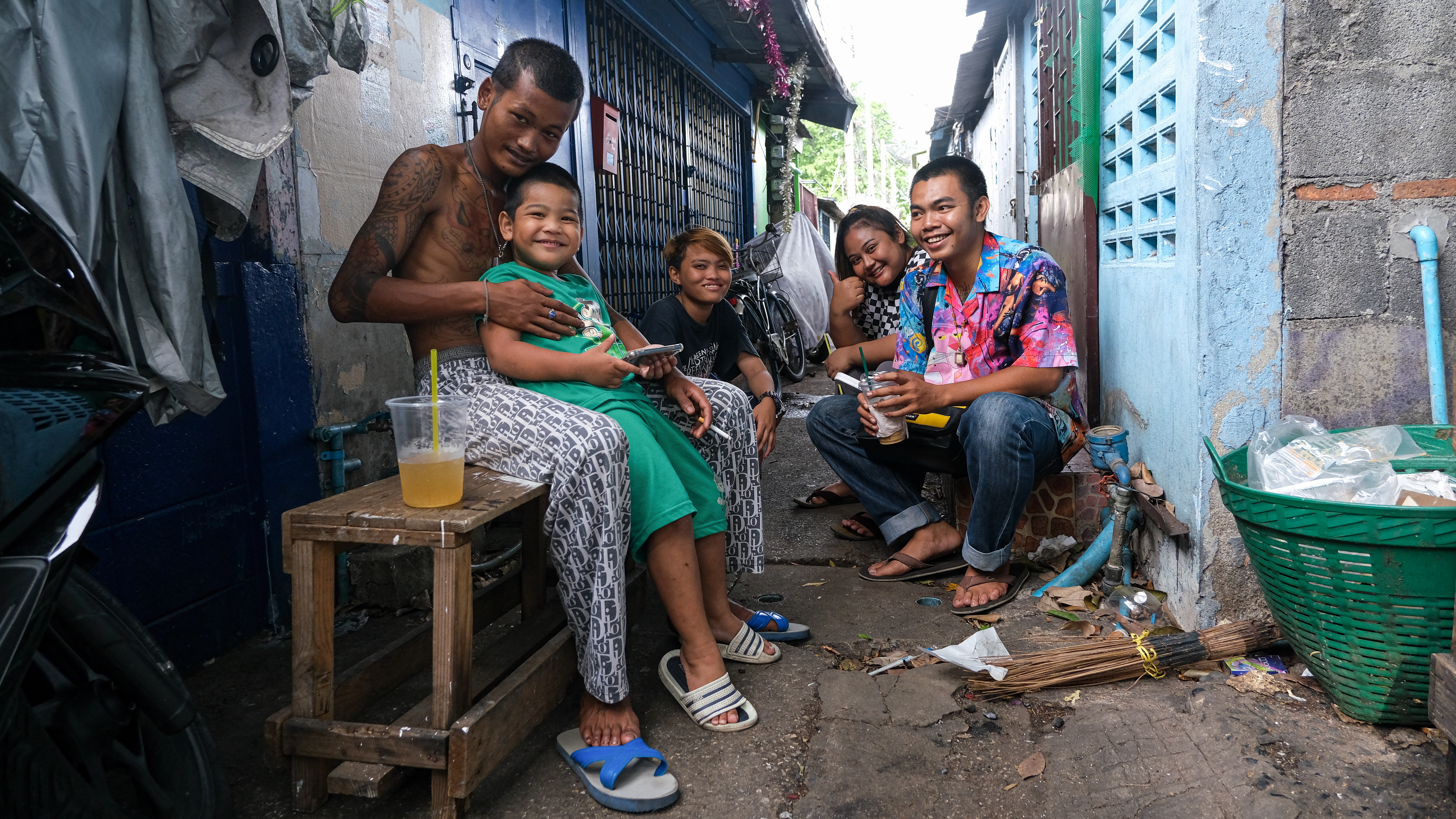
Habitants de Khlong Toei
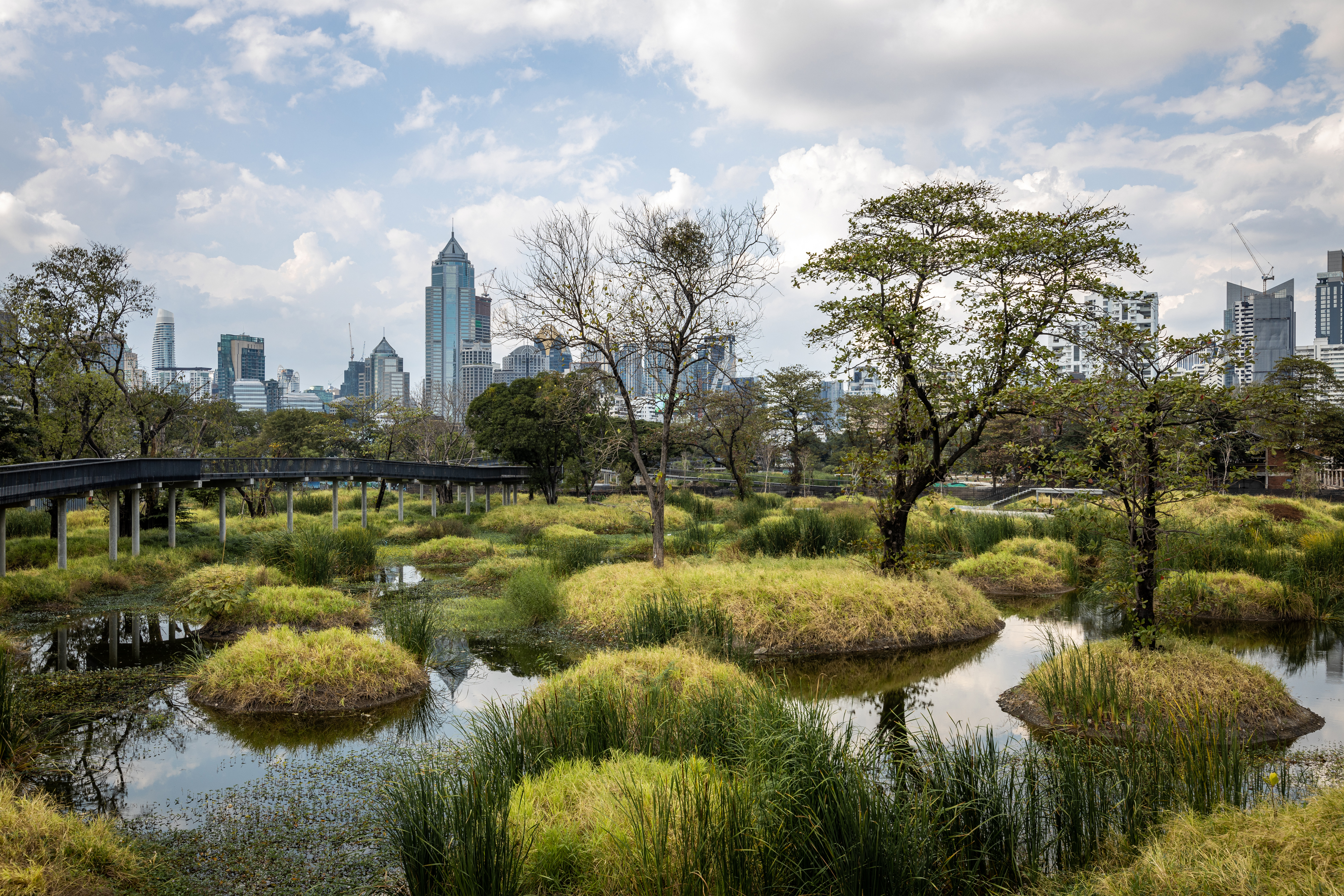
Parc Benjakitti